# Cornu cutaneum
Cornu cutaneum of huidhoorn is een huidafwijking bestaande uit een harde korst van hoornmateriaal. Het ontstaat door afwijkingen aan de huidcellen, waardoor hoorn niet geleidelijk afschilfert maar een vaste, compacte massa vormt. Verschillende huidafwijkingen kunnen de vorm krijgen van een cornu cutaneum, zoals keratosis actinica, (gewone) wrat of plaveiselcelcarcinoom. Daarom kan het verstandig zijn een biopt te nemen van de basis van de afwijking.